# Георги Стоилов (енергетик)
Вижте пояснителната страница за други личности с името Георги Стоилов.
Георги Димов Стоилов е български електроинженер и министър на енергетиката през 1997 г.

## Биография
Възпитаник е на Механо-електро-техникума в Пловдив. Следва електроинженерство (1964 - 1969) във ВМЕИ, завършва със специалност „Електрически централи, мрежи и системи“.
Започва работа като електроинженер в Строителните войски в Пловдив. От 1970 до 1972 г. работи в Териториално диспечерско управление „Юг“ в Пловдив, а след това е диспечер в Централното диспечерско управление към Министерството на енергетиката в София. От 1994 до 1997 г. е диспечер в Централното диспечерско управление на Обединените електроенергийни системи в Прага.
През 1997 година президентът Петър Стоянов го назначава за министър на енергетиката в служебното правителство на Стефан Софиянски. След това е председател на Националнаата агенция по енергийна ефективност. От 1999 до 2011 г. е ръководител на отдел „Енергийни режими в Централното диспечерско управление“ на Електроенергийната система..
Основател е на Съюза на енергетиците в България (1990) и на неформално дружество „Екоенергетика“. Член е и заместник-председател на Независимо сдружение „Екогласност“ до 1994 г.
Основател е на Националната агенция по енергийна ефективност и на Национален фонд „Енергийна ефективност“ (1992).
Автор е на пионерни статии, книги, проектозакони, наредби и пр.